# Kabupaten Kaur
Kabupaten Kaur (engelska: Kaur Regency) är ett kabupaten i Indonesien.   Det ligger i provinsen Bengkulu, i den västra delen av landet, 400 km väster om huvudstaden Jakarta. Antalet invånare är 111 842.